# Maria Petit
Maria Petit (geboren um 1661; gestorben zwischen 1718 und 1722) war eine niederländische Schauspielerin.

## Leben

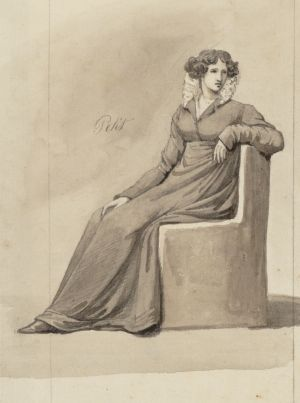
Catharina oder Maria Petit

Maria Petit wurde um 1661 vermutlich in Harderwijk geboren. Sie war die Tochter von Jean Baptiste Petit (gest. 1680) und Beatrix Rocataliata (gest. 1687). Ihre Eltern kamen 1662 nach Amsterdam, wo sie sich mit einer Bescheinigung aus Harderwijk eintragen ließen. Es ist nicht völlig gesichert, dass Maria die Tochter von Jean Baptiste Petit und Beatrix Rocataliata war, aber dies gilt als mehr als wahrscheinlich. Vermutlich stammte die Familie aus der Theaterwelt, da sie alle Merkmale einer Theaterfamilie aufweisen. Nicht nur Maria Petit ging zur Bühne, auch zwei ihrer Schwestern, Catharina und Isabella, sowie ihr Bruder Jan (1653–vor Juli 1725) wählten diese Karriere. Ihre jüngste Schwester Ester (1667–1686?) starb wahrscheinlich im Alter von 19 Jahren.
Vermutlich stand Maria Petit bereits als Kind auf der Bühne, sie erhielt 1678 ein Engagement an der Stadsschouwburg Amsterdam für 2,5 Gulden je Aufführung. Im September und Oktober dieses Jahres muss sie 34 Mal aufgetreten sein, es ist jedoch unbekannt, in welchen Rollen oder in welchen Stücken. Im Jahr 1680 hatte sich ihr Spielerlohn verdoppelt. Vermutlich lebte sie 1687 mit ihrer Schwester Catharina und deren Mann und Kindern in einem Haus. Im Mai dieses Jahres wurden sie alle sowie Isabella Petit und mehrere andere Schauspieler und Schauspielerinnen kurzerhand entlassen. Dies könnte mit Missmanagement im Theater zu tun haben und sie könnten im Sommer desselben Jahres erneut engagiert worden sein.
Maria Petit heiratete am 1. April 1682 in Amsterdam den Schauspieler und Schlosser Harmanus Pietersz. Brinkhuijsen (1650–1695) aus der Ehe gingen sieben Töchter und fünf Söhne hervor. Von diesen starben drei Söhne kurz nach der Geburt. Eine ihrer elf Schwangerschaften hatte sie mit Zwillingen, auch während ihrer Ehe und den Schwangerschaften trat sie so viel wie möglich auf. Über die Rollen von Maria Petit ist praktisch nichts bekannt. 1685 trat sie im „bestimmten Stück von Agrippa“ (Sterck, 148) auf. Sicher ist, dass sie bereits 1693 in Hauptrollen auftrat, wohl aber schon früher. Auch ihre Tochter Johanna (geb. 1682) wurde Schauspielerin. Ihr Mann starb 1695. Sie beging zusammen mit ihrer Schwester Catharina und ihrem Schwager als Witwe 1696 einen Vertragsbruch mit dem Amsterdamer Theater, indem sie es während der Aufführungssaison verließen, um in der Leidener Truppe des Theaterunternehmers Jacob van Rijndorp zu spielen. Im nachfolgenden Prozess wurden die „Deserteure“ mit einer Geldstrafe belegt und mussten nach Amsterdam zurückkehren. Maria Petit spielte jedoch während der jährlichen Sommerschließungen der Stadsschouwburg außerhalb von Amsterdam. Beispielsweise erhielten sie und mehrere andere Amsterdamer Schauspieler 1701 und 1705 die Erlaubnis, während der jährlichen Messe in Haarlem aufzutreten.
Am 17. September 1706 ging sie eine erneute Ehe mit einem alten Freund der Familie, Eldert Ossenhuis (gest. 1713) ein. Er war der Besitzer eines Gasthauses in der Nähe der Stadsschouwburg. Es kam während der Ehe schnell zu Meinungsverschiedenheiten, im August 1707 soll Eldert Maria mit einem Messer bedroht und gesagt haben: „Du donnerndes Tier [...] ich will dich nicht mehr vor meinen Augen sehen“. Anschließend verließ sie das eheliche Zuhause und zog mit ihren Kindern Frans und Johanna Brinkhuijsen an der Keizersgracht. Als es im folgenden Jahr zu einem Skandal um Tochter Johanna kam, stellte sich Ossenhuis auf die Seite der Gegenpartei. Er beschuldigte Mutter und Tochter sogar, ein „schikanöses“ oder unzüchtiges Leben zu führen. Petit schloss ihn daraufhin 1708 in ihrem Testament ausdrücklich von ihrem Nachlass aus. Es ist nicht bekannt, ob sich das Paar scheiden ließ. Ossenhuis starb 1813.
Wie lange Maria Petit mit dem Amsterdamer Theater verbunden blieb, ist nicht bekannt. Sie spielte dort noch im Jahr 1718. Mit ihrer Schwester Chatharina muss sie dort großen Eindruck hinterlassen haben. Im Jahr 1693 behauptete ein anonymer Schriftsteller, dass es „keinen Penny wert“ wäre, wenn eine von ihnen sterben oder das Theater verlassen würde, „weil dort niemand ist, der die Fähigkeit hat, ihre Rollen zu spielen“.
Es ist nicht bekannt, wann Maria Petit starb, als das Theater den 100. Geburtstag im Jahr 1738 feierte, wurde sie von den Kritikern noch sehr gelobt, jedoch ist sie in der Verlobungsurkunde ihres Sohnes Carel Brinkhuijsen vom 30. Oktober 1722 bereits als verstorben aufgeführt.